# Port-Louis (Guadeloupe)
Port-Louis is een gemeente in Guadeloupe op het eiland Grande-Terre, en telde 5.618 inwoners in 2019. De oppervlakte bedraagt 44,24 km². Het ligt ongeveer 20 km ten noorden van Pointe-à-Pitre.

## Geschiedenis
De plaats was gesticht als Pointe d'Antigues. Later werd de naam gewijzigd in Port Louis naar koning Lodewijk XIV. Na de Franse Revolutie werd de naam gewijzigd in Port Libre, maar in de 19e eeuw kreeg de plaats zijn oude naam weer terug. In de 18e eeuw werd het een belangrijke haven voor de suikerexport en werden veel suikerrietplantages in de omgeving aangelegd. Aan het eind van de 20e eeuw werd het toerisme belangrijk.

## Museumspoorlijn Flechkann
In 1864 werd door Usine de Beauport begonnen met de aanleg van een spoorlijn tussen de suikerrietplantages en de suikerfabriek. Het was smalspoor met een breedte van 1200 mm. De eerste treinen werden door dierenkracht voortbewogen, maar werden later vervangen door stoomlocomotieven. Het spoorwegnetwerk breidde zich uit naar de omgeving. In 1928 bestond het uit 3 lijnen met een totale lengte van 50 km. In 1981 ging de fabriek failliet en in 1989 werden de lijnen vernield door orkaan Hugo. In 2000 werd begonnen met de herstel van een lijn van Port-Louis naar Trou-à-Sirop bij Petit-Canal. Op aanraden van de SNCF werd de lijn aangelegd in meterspoor, omdat het een meer gangbare breedte is. In 2004 werd de lijn heropend als museumspoorlijn.

## Galerij

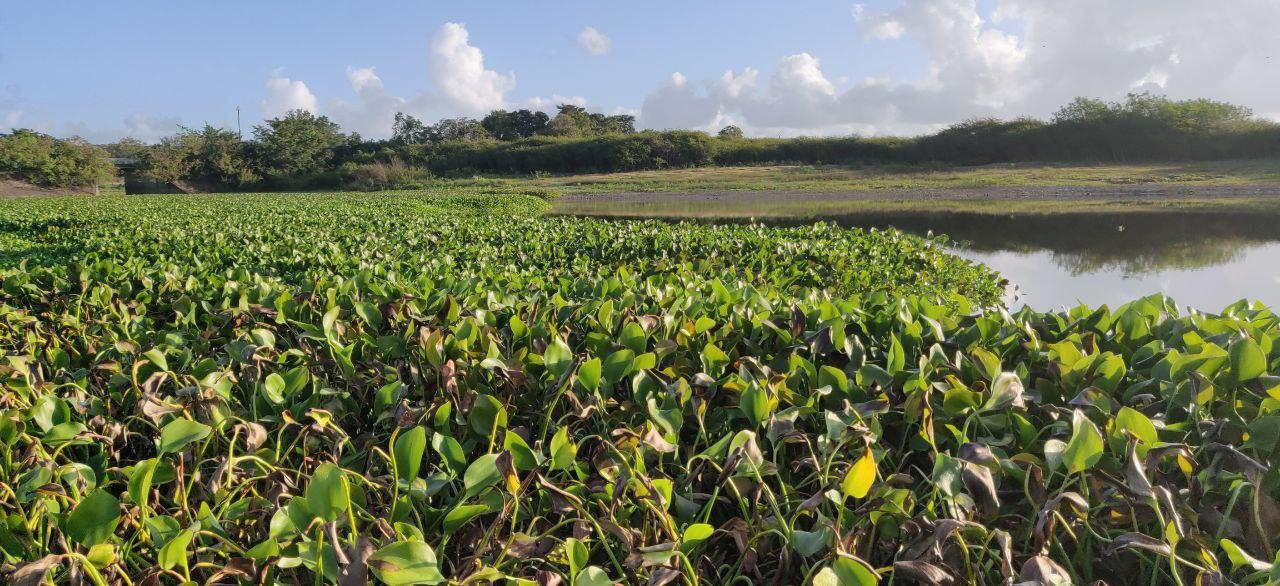
Hyacinten op het meer van Gaschet
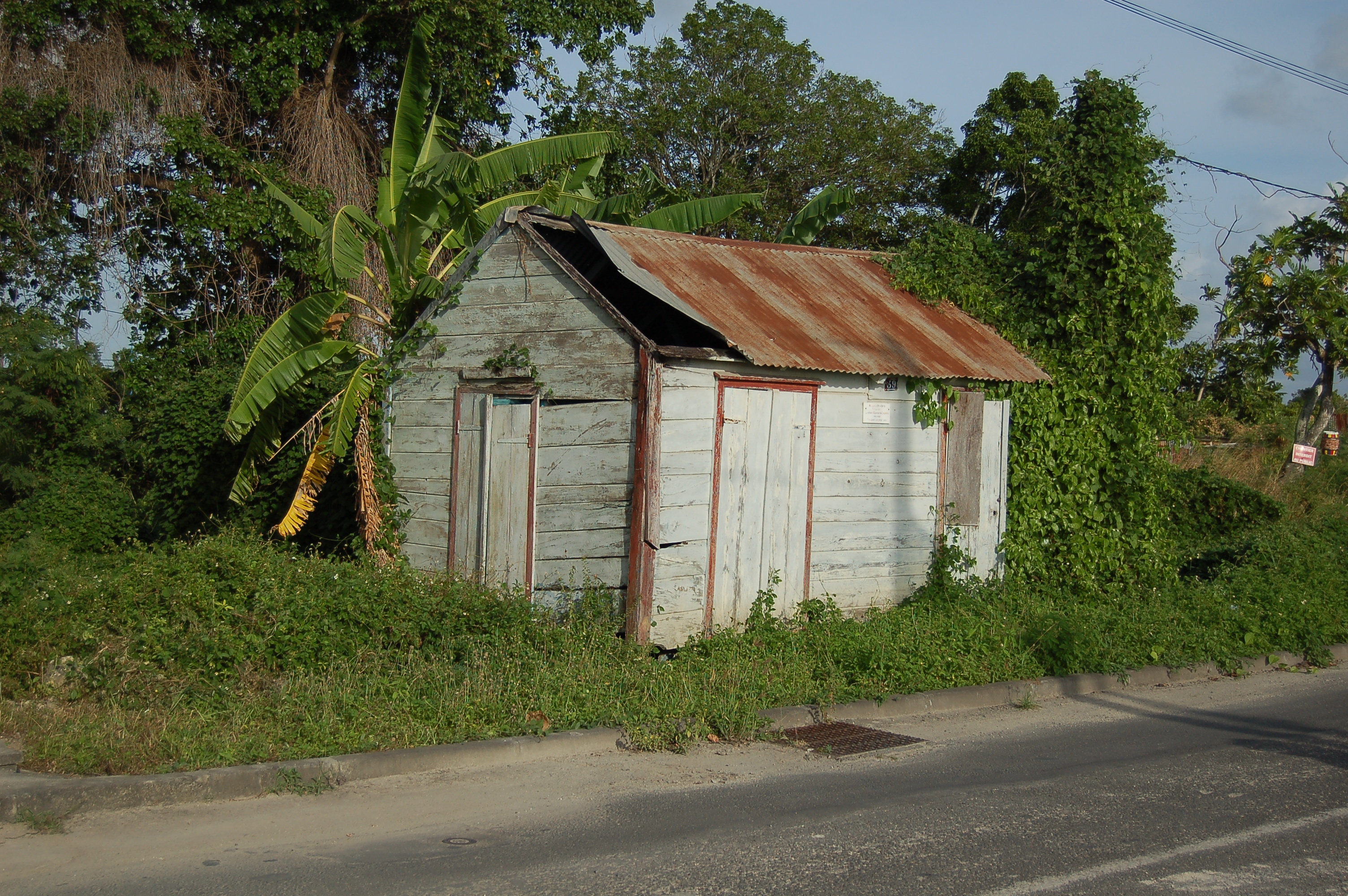
Klein huisje in Port-Louis
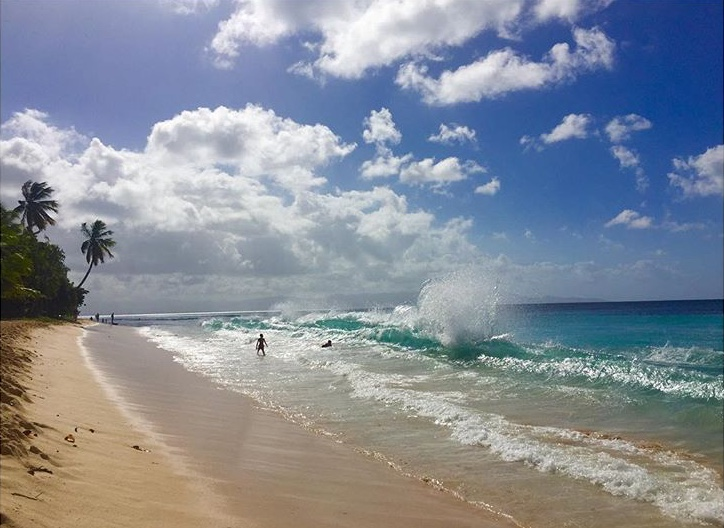
Plage du Souffleur
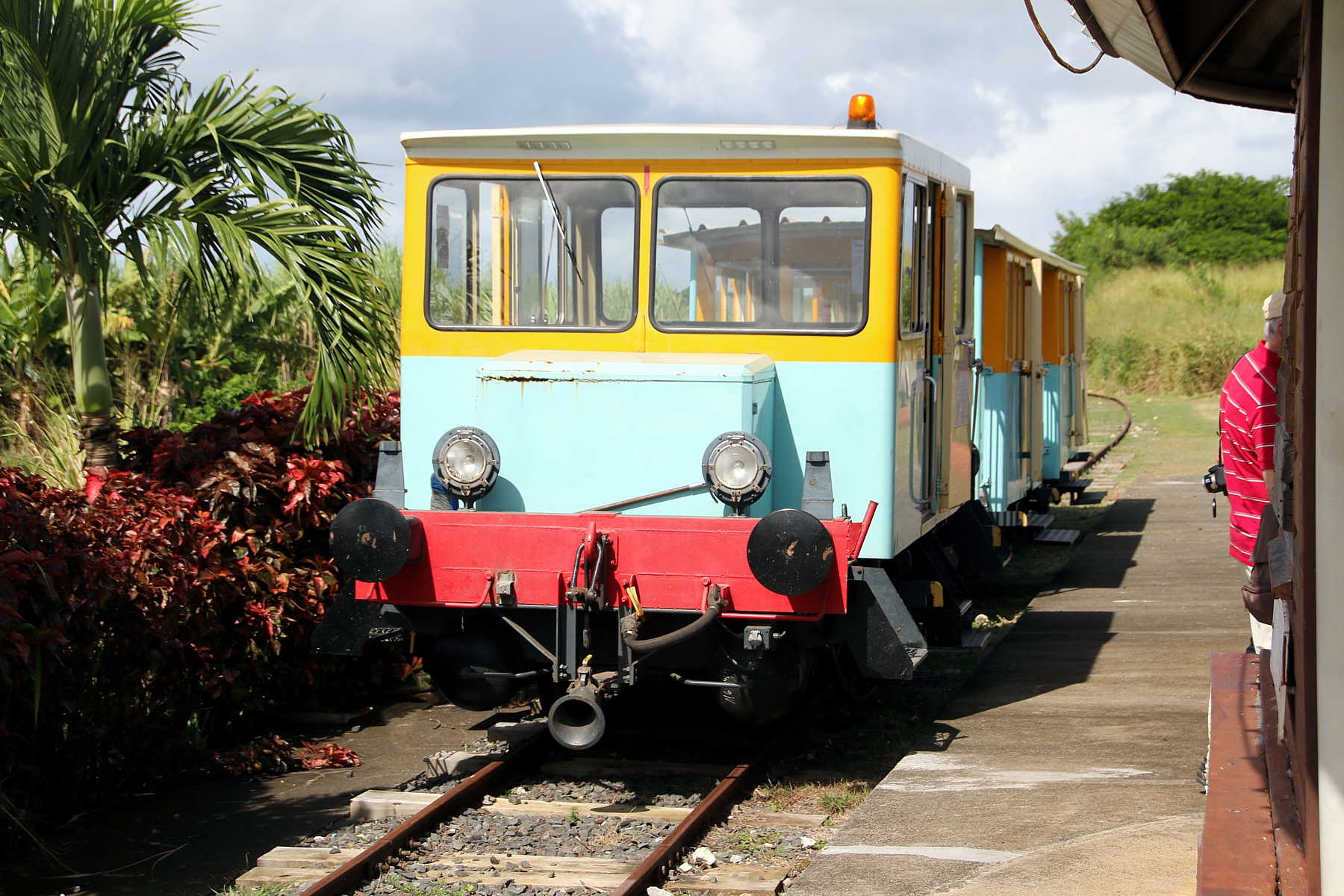
Museumspoorlijn Flechkann

- Gemeinsame Normdatei: 4221507-9
- Virtual International Authority File: 128993813

Les Abymes · Anse-Bertrand · Baie-Mahault · Baillif · Basse-Terre · Bouillante · Capesterre-Belle-Eau · Capesterre-de-Marie-Galante · Deshaies · La Désirade · Le Gosier · Gourbeyre · Goyave · Grand-Bourg · Lamentin · Morne-à-l'Eau · Le Moule · Petit-Bourg · Petit-Canal · Pointe-à-Pitre · Pointe-Noire · Port-Louis · Saint-Claude · Sainte-Anne · Sainte-Rose · Saint-François · Saint-Louis · Terre-de-Bas · Terre-de-Haut · Trois-Rivières · Vieux-Fort · Vieux-Habitants